# Pietro Abbà Cornaglia
Pietro Abbà Cornaglia (Alessandria, 20 marzo 1851 – Alessandria, 2 maggio 1894) è stato un compositore italiano.

## Biografia
Studiò musica inizialmente con il patrigno Pietro Cornaglia (sposato in seconde nozze dalla madre Angela Molinari dopo la morte del padre Maurizio). Dal 1868, terminati gli studi classici ad Alessandria, passò al Conservatorio di Milano, dove si diplomò in composizione, pianoforte e organo nel 1871; la cantata Caino e Abele, eseguita all'Accademia pubblica del Conservatorio come saggio di laurea, ricevette il primo premio e una medaglia d'onore. L'Abbà Cornaglia ottenne presto una certa notorietà, e nel 1875 a Torino diede un concerto in onore dei veterani delle battaglie del 1848-1849.
La sua Messa da Requiem per soli, coro e orchestra, scelta dall'Accademia di Santa Cecilia in un concorso che commemorava il 27º anniversario della morte di Carlo Alberto di Savoia, fu eseguita nel Duomo di Torino nel 1876. Questo lavoro, su proposta dei ministri dell'istruzione e dell'interno, venne premiato dal re Vittorio Emanuele II e in seguito fu molto ricercato per l'esecuzione in chiese ed accademie in Spagna.
La prima composizione per il teatro, l'opera-ballo di argomento storico Isabella Spinola, rappresentata nel 1877 dapprima a Milano, poi ripresa a Genova con la direzione di Arrigo Boito, fu accolta favorevolmente. La dedica di due composizioni (Lontan dagli occhii e Fior di memoria) alla regina gli valse ulteriore considerazione presso casa Savoia. Dal 1880 alla morte fu organista della cappella del Duomo di Alessandria, dove fondò una scuola di composizione.
Morì nella città natale nel 1894, per un'appendicite che i giornali indicarono come infiammazione intestinale. In occasione della morte, si scrisse che le sue opere, benché non prive di pregi e apprezzate dalla critica, ebbero in seguito poca fortuna presso il pubblico e giacevano dimenticate; l'Abbà Cornaglia venne descritto come persona affabile e di animo buono, sottolineando però che l'eccessiva considerazione per le proprie composizioni gli aveva causato amarezze e disillusioni.

## Opere
- Composizioni per pianoforte, romanze

### Musica sacra
- Messa di Gloria, per soli, coro e organo, 1870
- Messa da Requiem per il 27º anniversario della morte di re Carlo Alberto, per soli, coro, orchestra, 1873
- Stabat Mater, per soli, coro e orchestra, 1874
- Salve, largo religioso, per quartetto, organo o piccola orchestra, 1874
- Magnificat a due parti, per tenore e baritono, 1880
- Inno pei benefattori, per coro e organo, 1880
- Pater noster, per coro e organo, 1880
- Ave Maria, per coro e organo, 1880
- Vespro delle domeniche, per soli, coro e organo, 1881
- De profundis, per coro e organo, 1881-82
- Tantum ergo n. 1, per due soli e organo, 1881-82
- Tantum ergo n. 2, per due soli e organo, 1881-82
- Tantum ergo n. 3, per due soli e organo, 1881-82
- Salve Regina, per coro a cappella, 1889
- Salmo 50. Miserere mei Deus, per soli, coro e orchestra, 1889
- Messa da Requiem, per 4 voci a cappella, 1892
- Vespro, per coro e orchestra
- Inno al Sacro Cuore, per soli e orchestra

### Opere teatrali
- Isabella Spinola, melodramma, Milano, Teatro Carcano, 20 maggio 1877
- Maria di Warden, melodramma, Venezia, Teatro Rossini, 29 novembre 1884
- Una partita a scacchi, melodramma, Pavia, Teatro Fraschini, 13 febbraio 1892

## Scritti
- Impressioni di un viaggio in Germania
- Sulla introduzione del canto popolare in tutte le masse di comunità e specialmente nella scuola, Alessandria 1880
- Storia e filosofia della musica, conferenza per il Teatro Comunale di Alessandria, 1881

## Discografia
Nel 2011, in occasione del 160º anniversario della nascita del compositore, è stato pubblicato un CD con una selezione di arie da camera, interpretate dal pianista Roberto Beltrami e dal soprano Mara Bezzi.